# Пјађа ди Сопра (Арецо)
Пјађа ди Сопра је насеље у Италији у округу Арецо, региону Тоскана.
Према процени из 2011. у насељу је живело 24 становника. Насеље се налази на надморској висини од 532 м.